# Audun-le-Roman
Audun-le-Roman település Franciaországban, Meurthe-et-Moselle megyében. Lakosainak száma 2477 fő (2022. január 1.). Audun-le-Roman Anderny, Beuvillers, Malavillers, Mercy-le-Haut, Sancy és Serrouville községekkel határos.

## Népesség
A település népességének változása:
| Lakosok száma | 2421 | 2106 | 2121 | 2358 | 2478 | 2463 | 2462 | 2462 | 2465 | 2477 |
|               | 1968 | 1982 | 1990 | 2006 | 2013 | 2015 | 2017 | 2019 | 2020 | 2022 |